# Stig-Olov Walfridsson
Stig-Olov Walfridsson, dit Stecka, né le 16 novembre 1962 est un pilote de rallyes et de rallycross suédois.

## Biographie
Il commence la compétition automobile internationale en 1985 lors de son rallye national sur Volvo 240 Turbo, et l'arrête vingt ans plus tard en 2005 lors du rallye du sud de la Suède.
De 1987 à 1990 il conduit des véhicules Audi (80 et 90 Quattro), puis Mitsubishi de 1991 à 2005 (Galant VR-4, et surtout à compter de 1995 des Lancer Evo, I à VII).
Il obtient trois 8e places en WRC, en 1988 (RAC Rally) et 1989 (rallyes de Suède et de Finlande), sur Audi 80 Quattro (du Groupe A). Il effectue 26 départs en WRC entre 1985 à 2005, et participe régulièrement au Groupe N à compter de son passage sur Mitsubishi.
Il a essentiellement deux copilotes durant toute sa carrière, Gunnar Barth de 1985 à 1999, puis Lars Bäckman jusqu'à son terme.
En 2006 il a un accident avec un orignal, et il réoriente alors sa carrière plus particulièrement vers le rallycross avec une Renault Clio, obtenant deux titres nationaux consécutifs avec le team Helmia.
Il fait partie d'une famille d'entrepreneurs suédois originaire de Torsby (Comté de Värmland) avec ses deux frères Per-Inge (dit Pi) et Lars-Erik, qui ont également concouru en rallye et rallycross. La fille aînée de Pi, Pernilla, fut également une performante rallywoman de niveau mondial en Groupe N entre 1997 et 2000.

## Palmarès

### Titres en rallye
- Quintuple Champion de Suède des rallyes du Groupe N, en 1996, 1998, 1999, 2002 et 2003 (Mitsubishi Lancer Evo III à VII) ;
  - Vice-champion du monde des rallyes P-WRC (Gr.N), en 1991 ;
  - Vice-champion de Suède des rallyes du groupe N, en 1993, 1994, 1997, 2000, 2001 et 2004 ;
  - 3e de la coupe FIA des rallyes de zone nord, en 2004.

### Titres en rallycross
- Champion de Suède en 2009 et 2010 ;
  - Vice-champion de Suède, en 2011 et 2012.

### 2 victoires en P-WRC
- Rallye de Suède: 1991 sur Mitsubishi Galant VR-4, et 1998 sur Mitsubishi Lancer Evo IV.

### Victoire notable en rallye
- Rallye du sud de la Suède: 2004

### Victoires en rallycross
- Kalix (2008) ;
- Höljes (2009) ;
- Strängnäs (2010).